# Gustave van Havre
Pour les articles homonymes, voir Havre (homonymie).
Gustave Charles Antoine Marie van Havre, né à Anvers le 5 mars 1817 et mort à Anvers le 23 janvier 1892, est un homme politique belge.

## Fonctions et mandats
- Membre du Sénat belge : 1859-1862, 1878-1884

## Sources
- Jean-Luc DE PAEPE & Christiane RAINDORF-GERARD, Le Parlement belge, 1831-1894. Données biographiques, Brussel, 1996.